# Vivey
Vivey település Franciaországban, Haute-Marne megyében. Lakosainak száma 51 fő (2022. január 1.). Vivey Auberive, Vals-des-Tilles, Praslay és Villars-Santenoge községekkel határos.

## Népesség
A település népessége az elmúlt években az alábbi módon változott:
| Lakosok száma | 72   | 58   | 46   | 59   | 60   | 56   | 55   | 52   | 51   | 51   |
|               | 1968 | 1982 | 1990 | 2006 | 2013 | 2015 | 2017 | 2019 | 2020 | 2022 |